# La Torre del Baró (Sant Martí d'Albars)
La Torre del Baró és una masia de Sant Martí d'Albars (Lluçanès) inclosa a l'Inventari del Patrimoni Arquitectònic de Catalunya.

## Descripció
Masia estructurada en diversos cossos adossats. Les alçades són variables depenent del cos. L'edifici central és on es troba l'entrada, una portalada de pedra amb uns grans finestrals al primer pis i finestres de maó vist al segon. Els altres dos cossos són d'alçada desigual però tots dos tenen cantoneres de pedra treballada i les obertures de les finestres de maó vist. L'edifici central té teulada a dues igual que un dels edificis laterals mentre que l'altre té la coberta a quatre aigües.